# Unione Sportiva Catanzaro 1958-1959
Questa voce raccoglie le informazioni riguardanti l'Unione Sportiva Catanzaro nelle competizioni ufficiali della stagione 1958-1959.

## Rosa
| N. |                   | Ruolo | Calciatore        |
| -- | ----------------- | ----- | ----------------- |
|    | Italia (bandiera) | C     | Antonio Ariagno   |
|    | Italia (bandiera) | D     | Dino Bigagnoli    |
|    | Italia (bandiera) | D     | Renato Bonari     |
|    | Italia (bandiera) | C     | Walter Costa      |
|    | Italia (bandiera) | C     | Ottorino de Fant  |
|    | Italia (bandiera) | A     | Giovanni Fanello  |
|    | Italia (bandiera) | C     | Vito Florio       |
|    | Italia (bandiera) | C     | Flavio Frontali   |
|    | Italia (bandiera) | C     | Sergio Impinna    |
|    | Italia (bandiera) | A     | Egidio Ghersetich |

| N. |                   | Ruolo | Calciatore           |
| -- | ----------------- | ----- | -------------------- |
|    | Italia (bandiera) | D     | Antonio Lionetti     |
|    | Italia (bandiera) | P     | Vittorio Masci       |
|    | Italia (bandiera) | C     | Stefano Raise        |
|    | Italia (bandiera) | A     | Gennaro Rambone      |
|    | Italia (bandiera) | C     | Luciano Scroccaro    |
|    | Italia (bandiera) | C     | Antonio Sestito (II) |
|    | Italia (bandiera) | A     | Giovanni Susan       |
|    | Italia (bandiera) | P     | Giuseppe Tagini      |
|    | Italia (bandiera) | D     | Antonio Tozzo        |